# Индийский шипохвост
Индийский шипохвост (лат. Saara hardwickii) — вид ящериц из семейства агамовых. Видовое название дано в честь английского натуралиста Томаса Хардвика (1755—1835).

## Описание
Общая длина достигает 49 см. Самцы немного крупнее самок. Отличается от других видов тем, что щитки на хвосте мелкие, едва зазубренные, они образуют 29—36 поперечных рядов, между которыми располагаются по 2—4 ряда мелких холмистых чешуек. Голова короткая, тупая. Туловище стройное и длинное. Хвост довольно короткий и широкий. В хвосте накапливаются запасы жира. Окраска спины желтовато-бурого или песочно-жёлтого цвета. Брюхо беловатое, на горле тёмный расплывчатый рисунок на светлом фоне, на передней стороне бёдер в местах касания конечностей к туловищу — большие чёрные пятна.

## Образ жизни
Любит щебенистые полупустыни, пустыни с каменистым грунтом, редколесья, песчаные участки. Селится колониями с чётким разделением индивидуальных участков между особями. Роет глубокие норы. Активен днём. Питается насекомыми и побегами, цветами растений.

## Размножение
Яйцекладущая ящерица. Спаривание начинается весной. Самка откладывает до 10 яиц.

## Распространение
Вид распространён в северо-западной Индии, Пакистане, восточном Афганистане.